# Gary Basaraba
Gary Basaraba (Edmonton, 16 de marzo de 1959) es un actor canadiense. Apareció como el sargento Richard Santoro en Brooklyn South de Steven Bochco y como el oficial Ray Hechler en Boomtown, aclamada por la crítica pero de corta duración. Ha trabajado para Martin Scorsese en tres ocasiones, primero en La última tentación de Cristo (1988) y luego en El irlandés (2019) y Los asesinos de la luna (2023). 

## Carrera
En 1985 apareció en la película One Magic Christmas con Mary Steenburgen. En 1987, apareció en los episodios "Duty and Honor" (3x15) y "Honor Among Thieves" (4x16) de la serie de televisión de culto Miami Vice.
Basaraba interpretó a Heywood Broun, uno de los más grandes periodistas estadounidenses del siglo XX, en La señora Parker y el círculo vicioso en 1994, y en 1996 apareció como Alberto en Striptease. Interpretó al Sheriff Grady Kilgore en Tomates verdes fritos. También interpretó a San Andrés en La última tentación de Cristo, y tuvo un papel en Sweet Dreams.
En 2001 tuvo el papel protagónico en Recipe for Murder.
Basaraba interpretó al padre, Jack Grainger, en One Magic Christmas, junto a Mary Steenburgen, e interpretó a Homer Zuckerman en la nueva versión de Charlotte's Web. Desde 2007, ha aparecido en la serie de televisión canadiense Mixed Blessings.
Basaraba también ha hecho cuatro apariciones en la franquicia Law & Order, como cantinero en el episodio de la serie original titulado "Point of View", como oficial de correcciones en el episodio de Law & Order "The Brotherhood" en 2004, así como en el Episodios de SVU titulados Paráaitoes", como el esposo de una mujer que ha desaparecido, y Caretaker" como abogado defensor.
En 2010, interpretó el papel de Jimmy Burke en After Hours, el décimo episodio de la primera temporada del drama policial de CBS Blue Bloods.
Basaraba también interpretó el papel de Herb Rennet en la serie de televisión Mad Men. También fue la voz de Hefty Smurf en la película familiar de imagen real/CG Los Pitufos. En el 2015, interpretó el papel de Neil en un episodio de The Leftovers. En 2016, interpretó el papel de Don en The Accountant.
En la película de crimen épica de Martin Scorsese de 2019 El irlandés, Basaraba interpretó a Frank "Fitz" Fitzsimmons, quien fue presidente interino de la International Brotherhood of Teamsters de 1967 a 1971, y presidente de 1971 a 1981.

## Filmografía

### Películas
| Año  | Título                                   | Papel               | Notas |
| ---- | ---------------------------------------- | ------------------- | ----- |
| 1985 | Alamo Bay                                | Leon                |       |
| 1985 | Sweet Dreams                             | Woodhouse           |       |
| 1985 | One Magic Christmas                      | Jack Grainger       |       |
| 1986 | No Mercy                                 | Joe Collins         |       |
| 1987 | ¿Quién es esa chica?                     | Shipping Clerk      |       |
| 1988 | La última tentación de Cristo            | Andrés              |       |
| 1989 | Little Sweetheart                        | Barkeeper           |       |
| 1991 | The Dark Wind                            | Larry               |       |
| 1991 | Tomates verdes fritos                    | Grady Kilgore       |       |
| 1994 | La señora Parker y el círculo vicioso    | Heywood Broun       |       |
| 1994 | The War                                  | Dodge               |       |
| 1996 | Striptease                               | Alberto             |       |
| 1997 | Lifebreath                               | John                |       |
| 2002 | K-9: P.I.                                | Pete Timmons        |       |
| 2002 | Unfaithful                               | Det. Mirojnick      |       |
| 2006 | Charlotte's Web                          | Homer Zuckerman     |       |
| 2009 | The Taking of Pelham 123                 | Jerry Pollard       |       |
| 2011 | Los Pitufos                              | Fortachon           |       |
| 2011 | The Smurfs: A Christmas Carol            | Fortachon           |       |
| 2013 | Los Pitufos: La leyenda de Smurfy Hollow | Fortachon           |       |
| 2013 | Los Pitufos 2                            | Fortachon           |       |
| 2016 | The Accountant                           | Don                 |       |
| 2017 | Suburbicon                               | Mitch               |       |
| 2018 | American Animals                         | Warren Lipka Senior |       |
| 2018 | Little Italy                             | Vince Campo         |       |
| 2019 | El irlandés                              | Frank Fitzsimmons   |       |
| 2023 | Sonido de Libertad                       | Earl Buchanan       |       |
| 2023 | Los asesinos de la luna                  | William J. Burns    |       |

### Televisión
| Año        | Título                                      | Papel                     | Notas                                  |
| ---------- | ------------------------------------------- | ------------------------- | -------------------------------------- |
| 1987, 1989 | Miami Vice                                  | Cyrus / Dr. Morris        | 2 episodios                            |
| 1991       | In the Line of Duty: Manhunt in the Dakotas | Leland Winters            | Película de televisión                 |
| 1992       | Afterburn                                   | Bill Decker               | Película de televisión                 |
| 1992, 2004 | Law & Order                                 | Varios                    | 2 episodios                            |
| 1993       | For Their Own Good                          | Roy Wheeler               | Película de televisión                 |
| 1994       | Northern Exposure                           | Willie                    | Episodio: "Up River"                   |
| 1994, 2000 | NYPD Blue                                   | Varios                    | 3 episodios                            |
| 1995       | New York Undercover                         | Tirelli                   | Episodio: "Eliminate the Middleman"    |
| 1995       | A Horse for Danny                           | Solly                     | Película de televisión                 |
| 1995       | The Wright Verdicts                         | Arthur Broat              | Episodio: "Family Matters"             |
| 1995       | Homicide: Life on the Street                | Paul Garbarek             | Episodio: "A Doll's Eyes"              |
| 1996       | Swift Justice                               | Davis Malcolm             | Episodio: "Isaiah's Daughter"          |
| 1996       | The Writing on the Wall                     | Leafman                   | Película de televisión                 |
| 1997       | Dead Silence                                | Shephard Wilcox           | Película de televisión                 |
| 1997       | What Happened to Bobby Earl?                | Jack Dietrick             | Película de televisión                 |
| 1997       | The Outer Limits                            | Ben Miller                | Episodio: "Heart's Desire"             |
| 1997       | Falls Road                                  | Charlie Kilmer            | Película de televisión                 |
| 1997–1998  | Brooklyn South                              | Richard Santoro           | 22 episodios                           |
| 1998       | Martial Law                                 | Tom McNiece               | Episodio: "Cop Out"                    |
| 1999       | Holy Joe                                    | Ernie Blevins             | Película de televisión                 |
| 1999       | Early Edition                               | Sam Cooper                | Episodio: "The Out-of-Towner"          |
| 1999       | Family Law                                  | Maury French              | Episodio: "Holt vs. Holt"              |
| 1999       | Partners                                    | John Boone                | Episodio: "Pilot"                      |
| 2000       | Cold Shoulder                               | Rooney                    | Película de televisión                 |
| 2001       | The Sports Pages                            | Frank                     | Película de televisión                 |
| 2001       | Mysterious Ways                             | Joe Stanislaw             | Episodio: "Doctor in the House"        |
| 2001, 2002 | Judging Amy                                 | Brian Whitaker            | 3 episodios                            |
| 2001, 2018 | Law & Order: Special Victims Unit           | Varios                    | 2 episodios                            |
| 2002       | Guilty Hearts                               | Matt Moran                | Película de televisión                 |
| 2002       | Third Watch                                 | Joe                       | Episodio: "Unleashed"                  |
| 2002       | Recipe for Murder                           | Murray Maguire            | Película de televisión                 |
| 2002–2003  | Boomtown                                    | Oficial Ray Hechler       | 24 episodios                           |
| 2004       | Everwood                                    | Mr. Curtis                | Episodio: "Controlling Interest"       |
| 2005       | Close to Home                               | Randy Stevens             | Episodio: "Double Life Wife"           |
| 2005       | Todo el mundo odia a Chris                  | Art Wuliger               | 2 episodios                            |
| 2006       | CSI: Crime Scene Investigation              | Mr. Sullivan              | Episodio: "Killer"                     |
| 2006       | Jesse Stone: Death in Paradise              | Norman Shaw               | Película de televisión                 |
| 2007       | Las Vegas                                   | Ned Oshinski              | Episodio: "Barechested in the Park"    |
| 2007       | Nip/Tuck                                    | Arthur                    | Episodio: "Dr. Joshua Lee"             |
| 2007–2010  | Mixed Blessings                             | Hank                      | 25 episodios                           |
| 2008       | Recount                                     | Clay Roberts              | Película de televisión                 |
| 2008       | Danny Fricke                                | Whitaker                  | Película de televisión                 |
| 2009       | Numbers                                     | Joe Thibodeaux            | Episodio: "Arrow of Time"              |
| 2009       | Cold Case                                   | Vinnie Buonaforte / Brown | Episodio: "Witness Protection"         |
| 2010       | Blue Bloods                                 | Jimmy Burke               | Episodio: "After Hours"                |
| 2011       | Flashpoint                                  | Sgt. Oliver MacCoy        | Episodio: "No Promise"                 |
| 2011       | Mentes criminales: conducta sospechosa      | William Meeks             | Episodio: "Here Is the Fire"           |
| 2011       | Castle                                      | Ralph Carbone             | Episodio: "Slice of Death"             |
| 2011       | Unforgettable                               | Lt. Willard               | Episodio: "With Honor"                 |
| 2012       | Hornet's Nest                               | Seth                      | Película de televisión                 |
| 2012       | El mentalista                               | Stephen Hannigan          | Episodio: "Red Dawn"                   |
| 2012, 2013 | Mad Men                                     | Herb Rennet               | 3 episodios                            |
| 2013       | Person of Interest                          | Stu Sommers               | Episodio: "Nothing to Hide"            |
| 2014       | Justified                                   | Kemp                      | Episodio: "Raw Deal"                   |
| 2014       | Bones                                       | Bob Gordon                | Episodio: "The Purging of the Pundit"  |
| 2014       | Forever                                     | Norman Sontag             | Episodio: "The Man in the Killer Suit" |
| 2015       | The Leftovers                               | Neil                      | Episodio: "International Assassin"     |
| 2016       | Madam Secretary                             | Tom Ryan                  | Episodio: "Invasive Species"           |
| 2016       | NCIS: New Orleans                           | Dr. Steven Bellamy        | Episodio: "Second Line"                |
| 2016       | Grey's Anatomy                              | Micah                     | Episodio: "You Haven't Done Nothin'"   |
| 2017       | Chicago Justice                             | William O'Boyle           | 2 episodios                            |
| 2018       | Mentes criminales                           | James Odenkirk            | Episodio: "Last Gasp"                  |
| 2019       | Doom Patrol                                 | Big D                     | Episodio: "Frances Patrol"             |
| 2022       | Women of the Movement                       | Clarence Strider          | 5 episodios                            |

## enlaces externos
- Gary Basaraba en Internet Movie Database (en inglés).

- Datos: Q1907278
- Multimedia: Gary Basaraba / Q1907278